# Седекион I Византийски
Седекион е епископ на Византион. Наследява епископ Плутарх през 105 година и е епископ девет години до 114 година. Епископ е по времето на гонения на християните от император Траян.